# 16719 Mizokami
16719 Mizokami este un asteroid din centura principală de asteroizi.

## Descriere
16719 Mizokami este un asteroid din centura principală de asteroizi. A fost descoperit pe 28 octombrie 1995 la Kitami de Kin Endate și Kazuro Watanabe. Asteroidul prezintă o orbită caracterizată de o semiaxă mare de 3,11 ua, o excentricitate de 0,18 și o înclinație de 2,4° în raport cu ecliptica.